# Iluzja częstotliwości
Iluzja częstotliwości zwane również fenomenem Baader-Meinhof, – iluzja, w której słowo, nazwa lub rzecz, która niedawno zwróciła na siebie uwagę, wydaje się wkrótce potem pojawiać z nieprawdopodobną częstotliwością. 

## Historia
Termin został ukuty w 1994 r., kiedy współpracownik czasopisma St. Paul Pioneer Press z amerykańskiej Minnesoty napisał, że po usłyszeniu o niemieckiej grupie Baader–Meinhof wielokrotnie natrafia na wzmianki o tej grupie. Artykuł otrzymał setki odpowiedzi od czytelników, którzy również zauważyli u siebie podobne doświadczenia. 
W roku 2005 profesor Uniwersytetu Stanforda Arnold Zwicky nazwał to zjawisko iluzją częstotliwości (ang. frequency illusion). Obecnie oba terminy są często używane zamiennie. 

## Wyjaśnienie zjawiska
Iluzja częstotliwości występuje z powodu wyczulenia mózgu na wyszukiwanie wzorców. Kiedy mózg wykryje, że dana informacja pojawia się wielokrotnie, próbuje następnie wyszukiwać kolejne powtórzenia, dopatrując się sekwencji.
Arnold Zwicky zasugerował, że zjawisko to jest spowodowane połączeniem dwóch błędów poznawczych: uwagi selektywnej i efektu potwierdzenia. Uwaga selektywna pozwala świadomości priorytetyzować informacje, które mają większe znaczenie w konkretnej sytuacji i ignorować wszystko inne. Efekt potwierdzenia to tendencja do brania pod uwagę jedynie informacji, które potwierdzają własne przekonania, niezależnie od ich prawdziwości. Szczególną cechą iluzji częstotliwości jest to, że w rzeczywistości nie ma prawdziwego wzrostu częstotliwości wystąpienia rzeczy czy zjawisk, które zwróciły na siebie uwagę.